# سینمای اردن
سینمای اردن، به صنعت فیلم‌سازی در کشور اردن اشاره دارد. سینمای بومی این کشور نسبت به دیگر کشورهای عربی بسیار دیر شکل گرفت. با این‌همه از سال ۱۹۶۰ به  سرزمین اردن و به ویژه بیابان‌های بکر آن محل فیلم‌برداری برخی از نام‌دارترین ساخته‌های بلند سینمایی بودند.
برنامه‌ریزی برای زیرساخت صنعت سینما در این کشور با تأسیس انجمن سلطنتی فیلم اردن، در سال ۲۰۰۳ رسماً آغاز شد. هدف این انجمن طبق آن‌چه در اساس‌نامه عنوان شده تربیت فیلمساز برای نسل‌های آینده بود. ۴ سال بعد فیلم "کاپیتان ابو رائد" توسط امین مطلق ساخته شد. این فیلم اولین اثر سینمایی کشور اردن محسوب می‌شود.
از دیگر اقدامات انجمن سلطنتی فیلم اردن، ارائه تمهیدات و تسهیلات برای کشورهای عربی و فیلم‌سازان آن‌هاست. به این صورت که فیلم‌سازان عرب بتوانند با در اختیار داشتن امتیازاتی، خاک اردن را برای تولیدات سینمایی خود برگزینند.
در سال ۲۰۰۸ پیش‌نویس ایجاد انستیتو فیلم اردن توسط انجمن سلطنتی فیلم ارائه شد، و در بدنه این انستیتو، مدرسه هنر و سینمای اردن افتتاح گردید. هنوز جشنواره‌ای مختص فیلم در اردن وجود ندارد، اما همین تولیدات کوتاه سینمای اردن حضوری مستمر در جشنواره‌های فیلم کشورهای عربی دارد.

## پیشینه
در سال ۱۹۶۰ دیوید لین، فیلم تاریخی لورنس عربستان را در خاک اردن و در شهر پترا ساخت. این برای اولین بار بود که در واقع مردم این کشور سینما را شناختند. پس از آن خاک اردن محلی شد برای ساخت و تولیدات سینما در ژانر تاریخی و حتی فیلم اکشن.
فهرست ذیل برخی از فیلم‌هایی هستند که از سال ۱۹۶۰ در شهرها و حومهٔ بیابانی آن؛ به عنوان لوکیشن اصلی تولید شده‌اند:
- لورنس عربستان: اثر دیوید لین محصول ۱۹۶۱. محل فیلمبرداری: شهر وادی رم
- ایندیانا جونز: آخرین جنگ صلیبی. اثر استیون اسپیلبرگ. محصول ۱۹۸۸. محل فیلمبرداری: شهر پترا
- بیانیه. برایان دی پالما. محصول ۲۰۰۷
- جنگ برای حدیثه. جیمز برومفیلد. محصول ۲۰۰۷
- میدان بلا (مهلکه). کاترین بیگلو. محصول ۲۰۰۸
- تبدیل‌شوندگان: انتقام فالن. مایکل بی. محصول ۲۰۰۹
- بازی منصفانه. داگ لیمان. محصول۲۰۱۰

## آمار و ارقام
طبق آمار سال ۲۰۰۹ انجمن سلطنتی فیلم اردن، شمار تولیدات سینمایی این کشور، ۲ فیلم در این سال بوده که در سال ۲۰۱۳ به ۲۱ و در سال ۲۰۱۷ به ۲۴ فیلم رسیده‌است؛ که البته عمده این ساخت و ساز، کارهای مستند یا فیلم‌های کوتاه می‌باشند. ضمناً طبق اعلام همین انجمن تعداد مخاطبان سینما در اردن ۵۲۵ هزار نفر در سال است.